# Slowdive
Slowdive é uma banda britânica de rock formada em 1989 em Reading, Berkshire, Inglaterra, por Nick Chaplin (baixo), Rachel Goswell (vocais, guitarra), Neil Halstead (vocais, guitarra) e Christian Savill (guitarra). Vários bateristas tocaram com a banda, incluindo Ian McCutcheon, Adrian Venda e Scott Simon.

## História
O nome do grupo é o resultado (vem) de um sonho de Chaplin e de uma conversação com Rachel Goswell que sugestionou "Slowdive", o nome de uma canção de um de seus grupos favoritos, Siouxsie and the Banshees. Goswell e Halstead se conheciam desde a infância em Reading, Berkshire, quando Goswell era uma fã obcecada pelos Smiths. Quando Savill e Chaplin deixaram a banda depois do lançamento do álbum Pygmalion, os membros restantes formaram a Mojave 3, com influências mais voltadas para o country e folk.
A banda retornou em 2014.

## Discografia

### Álbuns de estúdio
- 1991: Just for a Day
- 1993: Souvlaki
- 1995: Pygmalion
- 2017: Slowdive
- 2023: everything is alive

### Compilações
- 1992: Blue Day
- 2004: Catch the Breeze

### EPs e singles
- 1990: Slowdive (EP)
- 1991: Morningrise EP
- 1991: Holding Our Breath EP
- 1991: Catch the Breeze (single)
- 1992: Beach Song / Take Me Down (EP)
- 1992: She Calls / Leave Them All Behind (EP) (Export)
- 1993: Outside Your Room
- 1993: 5 EP
- 1993: 5 EP (In Mind Remixes) (com versões remixadas)
- 1994: Alison